# Pseudosphex klagesi
Pseudosphex klagesi är en fjärilsart som beskrevs av Rothschild 1911. Pseudosphex klagesi ingår i släktet Pseudosphex och familjen björnspinnare. Inga underarter finns listade.